# Germigny-des-Prés
Germigny-des-Prés er en fransk kommune placeret i departementet Loiret i regionen Centre.
Kommunen ligger i udkanten af Val de Loire og er registreret som verdensarvsområde af UNESCO.